# Carl Rottmann

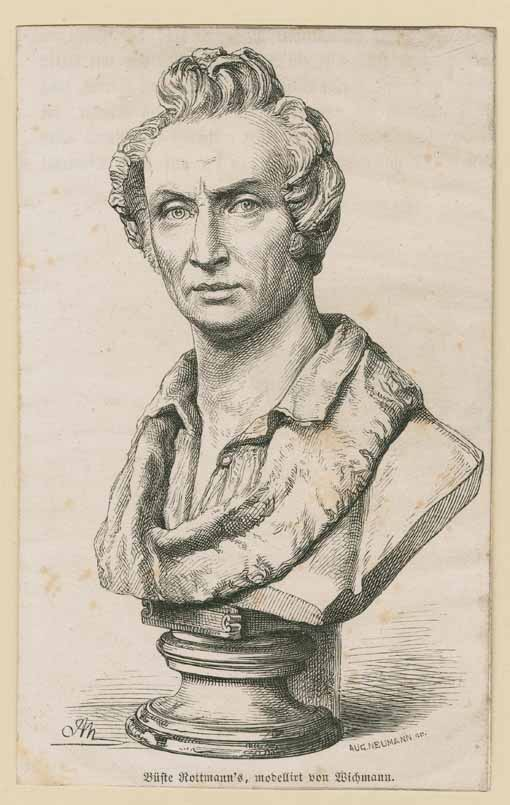
Carl Rottmann, auf einem zeitgenössischen Kupferstich

Carl Anton Joseph Rottmann (* 11. Januar 1797 in Handschuhsheim, Kurpfalz; † 7. Juli 1850 in München, Königreich Bayern) war ein deutscher Landschaftsmaler und berühmtester Vertreter der Malerfamilie Rottmann (etwa zwischen 1770 und 1880).
Rottmann gehörte dem Künstlerkreis um den bayerischen König Ludwig I. an und wurde von ihm exklusiv mit der Erstellung großformatiger Landschaftsgemälde beauftragt. Er ist für mythisch-heroisierende Landschaftsmalerei bekannt. Der Griechenlandzyklus gilt als sein Hauptwerk.
Zu seinen Schülern gehörten die Landschaftsmaler Karl Lindemann-Frommel, Karl Ludwig Seeger und August Löffler.

## Leben

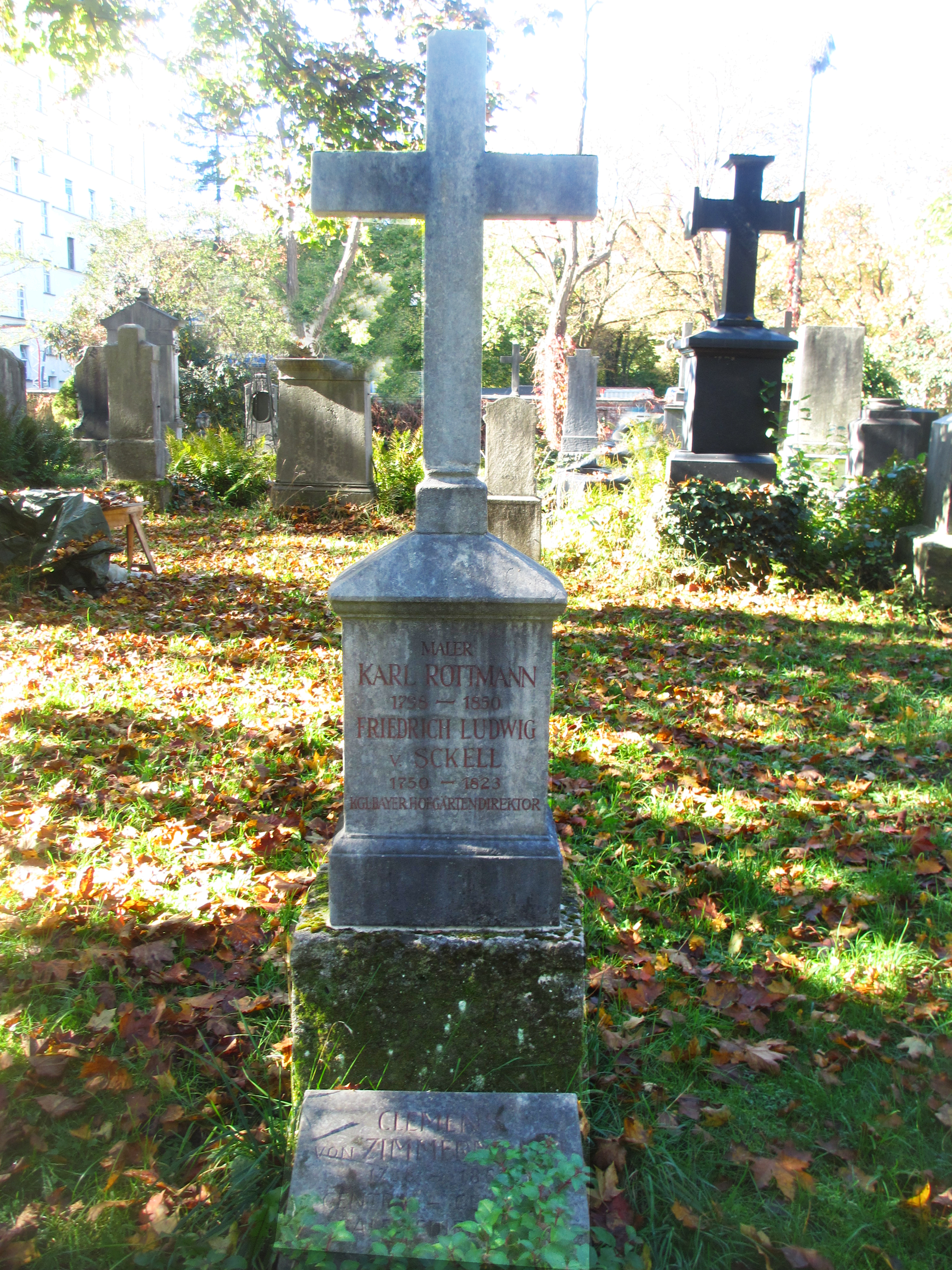
Grab von Carl Rottmann auf dem Alten Südlichen Friedhof in München

Carl Anton Joseph Rottmann wurde im heutigen Heidelberger Stadtteil Handschuhsheim am 11. Januar 1797 geboren. Dort erhielt er den ersten Zeichenunterricht von seinem Vater, Friedrich Rottmann, welcher Zeichnen an der Universität Heidelberg lehrte, und malte dort in seiner ersten (künstlerischen) Periode atmosphärische Erscheinungen.
1821 zog er nach München, wo seine zweite Periode begann. 1824 heiratete er Friedericke Sckell, die Tochter seines Onkels Friedrich Ludwig von Sckell, welcher dort als Hofgartenintendant diente. Dies eröffnete ihm die Bekanntschaft mit König Ludwig I., der ihm 1826/1827 eine Italienreise ermöglichte, um sein Motivrepertoire, das bis dahin aus einheimischen Landschaften bestand, zu erweitern. Nach der Rückkehr erhielt er vom König den Auftrag zu einem Zyklus monumentaler italienischer Landschaften in den Arkaden des Münchner Hofgartens. Der 1833 mit 28 Wandbildern fertiggestellte, in Freskotechnik ausgeführte Zyklus gab der Verbundenheit Ludwigs I. mit Italien sichtbaren Ausdruck und hob die Landschaftsmalerei als Gattung auf die Höhe der Historienmalerei, der die übrigen Großaufträge des Königs im Bereich der Monumentalmalerei galten.
1834 erhielt Rottmann vom König den Auftrag zu einem zweiten, nun den Landschaften Griechenlands gewidmeten Zyklus, welchen man als dritte Rottmann-Periode bezeichnen kann. Ursprünglich ebenfalls für die Hofgartenarkaden vorgesehen, kamen die 23 großen Landschaftsbilder schließlich in der neu erbauten Neuen Pinakothek zur Aufstellung, wo ihnen ein eigener Saal zugewiesen wurde. 1841 wurde er vom König zum Hofmaler ernannt.

## Grabstätte
Rottmann starb im Alter von 53 Jahren am 7. Juli 1850 in München. Seine Grabstätte befindet sich auf dem Alten Südlichen Friedhof in München (Gräberfeld 6 – Reihe 7 – Platz 33/34) Standort. In dem Grab liegt auch Rottmanns Schwiegervater Friedrich Ludwig von Sckell.

## Familie
Sein jüngerer Bruder Leopold Rottmann wurde von ihm unterrichtet.

## Frühe Arbeiten

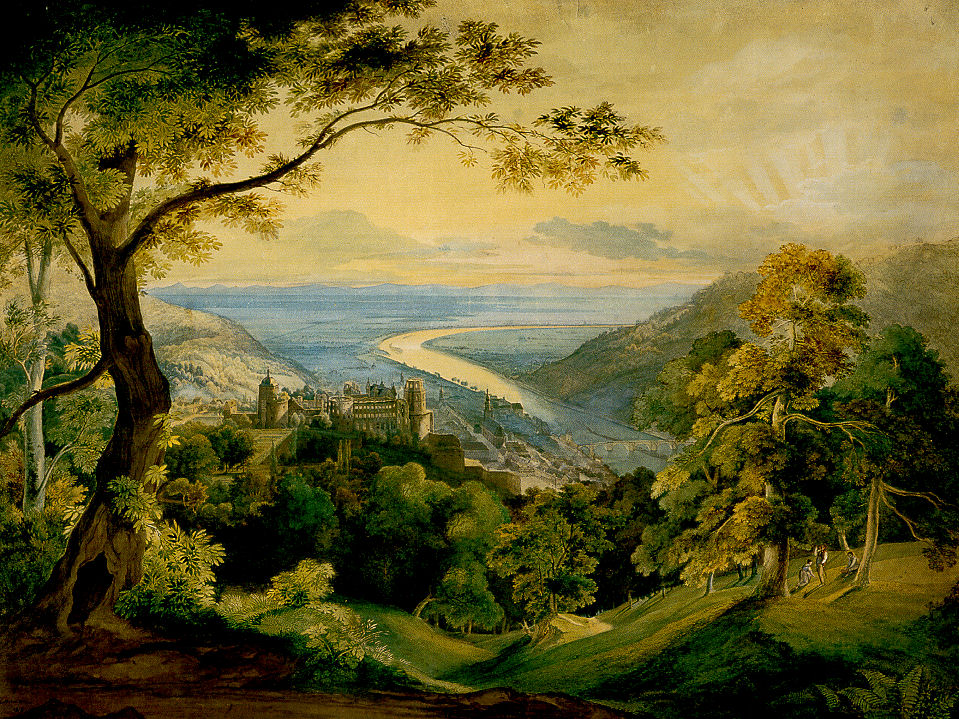
Heidelberger Schloss, 1815

Ein großformatiges Aquarell aus dem Jahr 1815, das die Heidelberger Schlossruine, von Osten gesehen, in einer weiträumig angelegten Landschaftskomposition zeigt (Kurpfälzisches Museum der Stadt Heidelberg), ist ein bedeutendes Beispiel aus dem Frühwerk Carl Rottmanns. Es gilt als eine der ersten wirklich eigenständigen Leistungen des jungen Künstlers nach seinen frühen Schülerarbeiten. Es offenbart bereits eine herausragende Beherrschung der Aquarelltechnik, große Sicherheit im kompositionellen Aufbau des weit gefassten Landschaftsraums und ein gesteigertes Interesse für Lichtphänomene.
Rottmanns frühe Arbeit steht in der Tradition der Kompositionsschemata, die sich seit der Blütezeit der niederländischen Landschaftsmalerei bis hin zu den ideal verklärten Landschaften des französischen Malers Claude Lorrain entwickelten.
Der Blick von Osten auf Schloss und Stadt Heidelberg mit der natürlich gegebenen Polarisierung von Enge und Weite, Nah- und Fernsicht sowie den im Abendlicht atmosphärisch verklärten Konturen war eines der beliebtesten Motive romantischer Stimmungsmalerei. Insbesondere von diesem Standpunkt aus bot sich den Künstlern ein optimaler Blick auf das – wie sie es sahen – von der Natur geschaffene Beispiel eines idealen Landschaftsbildes.

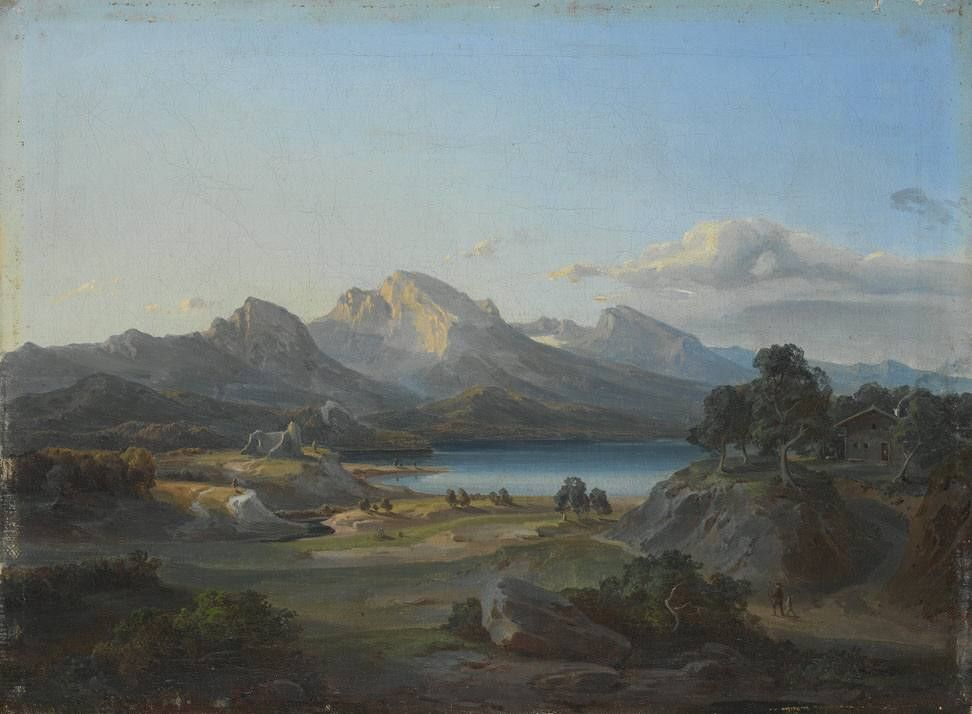
Der Kochelsee, 1825

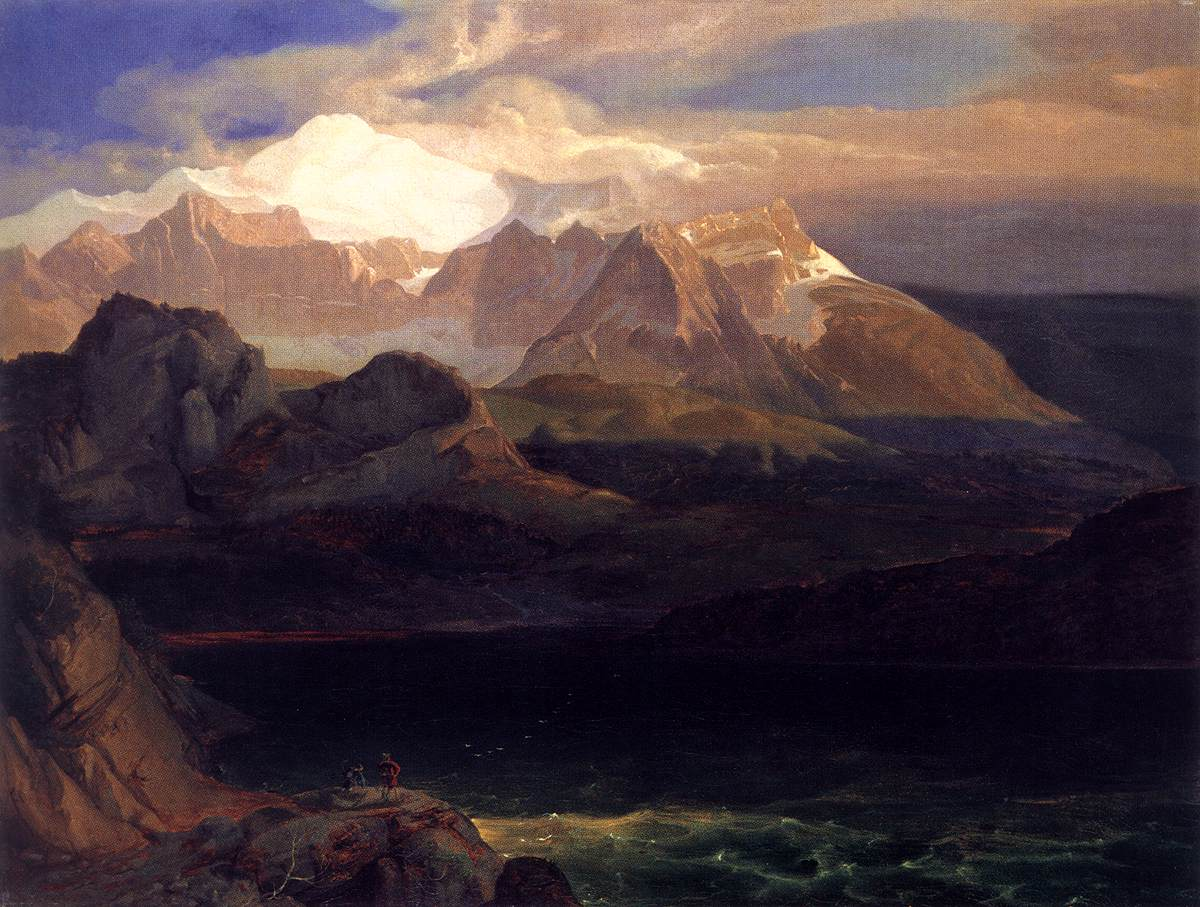
Der Eibsee, 1825

Spürbar wird in der Darstellung der abendlichen Gegenlichtsituation auch der Einfluss der atmosphärischen Gemälde des britischen Landschaftsmalers George Augustus Wallis, der sich von 1812 bis 1816 in Heidelberg aufhielt. Wallis stand in engem künstlerischem Kontakt mit den drei jungen Heidelberger Malern Carl Rottmann, Karl Philipp Fohr und Ernst Fries, die Karl Lohmeyer später als das „Dreigestirn der romantischen Malerei in Heidelberg“ bezeichnete. Seine Werke übten insbesondere auf das Frühwerk der jungen Künstler einen starken Einfluss aus und bestärkten sie in ihrem Interesse an der Darstellung besonders stimmungsvoller Lichteindrücke, der intensiven Beschäftigung mit Farb- und Lichtphänomenen.
Zwischen seinem Umzug nach München 1821 und seiner ersten Italienreise 1826 malte Rottman vor allem Motive aus den Bayerischen Alpen, die er auf Wanderungen erkundete. Es entstanden unter anderem Der Kochelsee und Der Eibsee. Alpenmotive malte Rottmann auch später noch, so 1845 Der HoHe Göll bei Alpenglühen.

## Italienreise und Hofgartenfresken

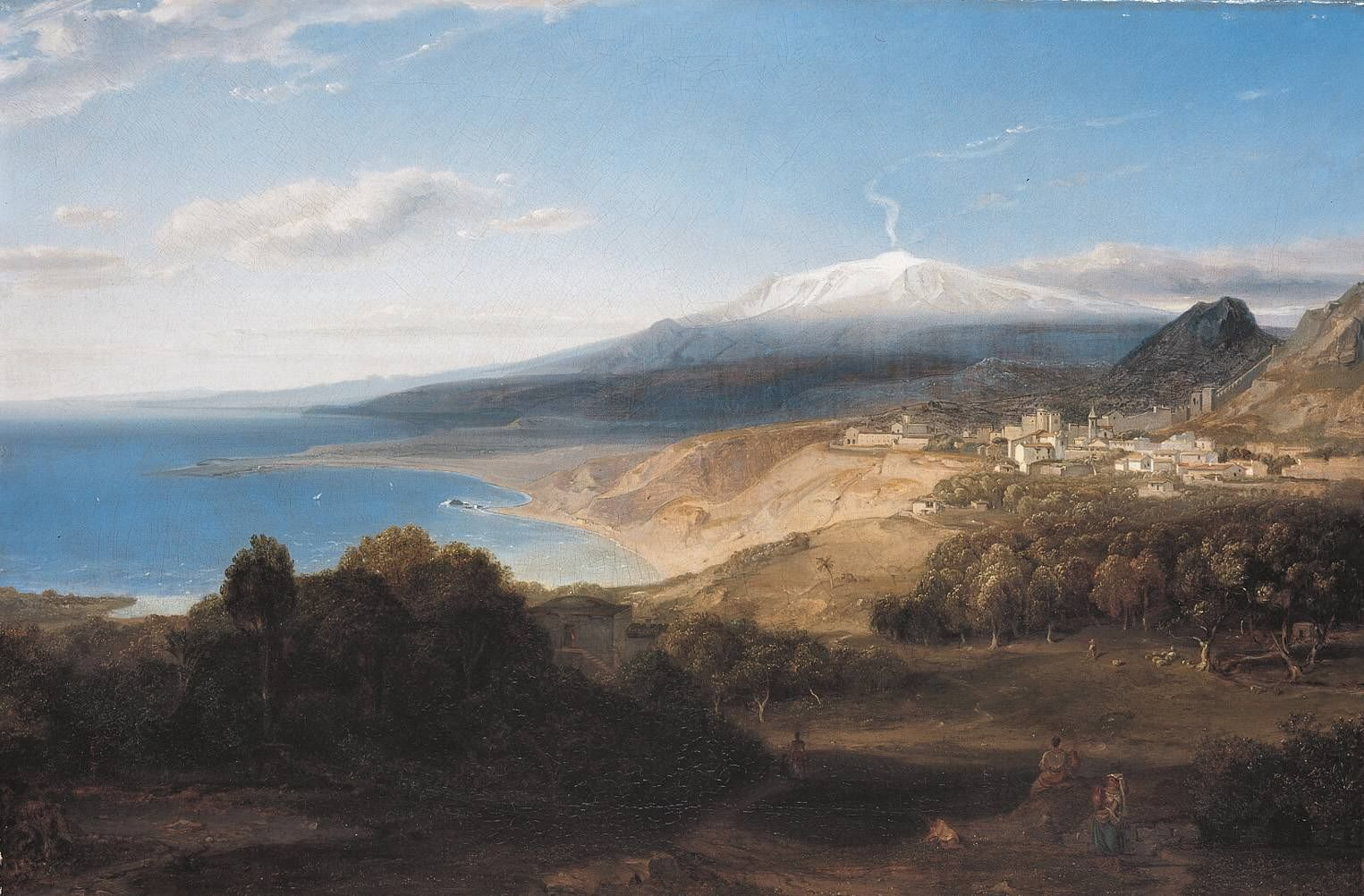
Taormina mit dem Ätna, (wahrscheinlich) 1829

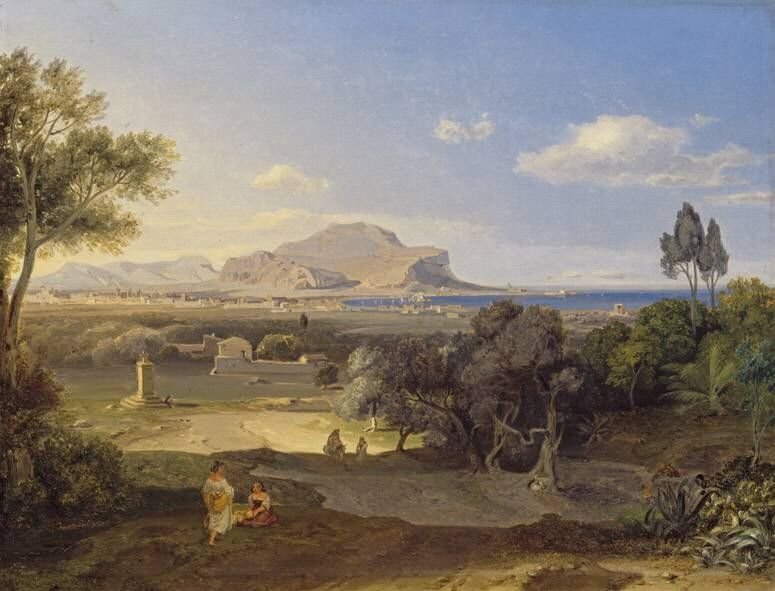
Palermo mit dem Monte Pellegrino, (wahrscheinlich) 1832

1830–33 hatte Rottmann für die westlichen Arkaden des Münchner Hofgartens 28 Fresken von Landschaften und Orten in Italien (Aussichten in das Vaterland der Künste) gemalt. Der König schrieb dazu je ein selbstgedichtetes Distichon. Eines davon lautete:
Näher der Heimat nicht als Sizilien

ist Reggio dem Deutschen,

doch weil dazwischen kein Meer,

glaubt er halbwegs sich heim.
Münchner Spötter haben die etwas holprigen Verse wie folgt parodiert:
Näher als Menterschwaig nicht

ist Hesselohe dem Münchner,

doch weil die Eisenbahn geht,

glaubt er halbwegs sich heim.
Bald nach der Einsetzung seines Sohnes Otto als König von Griechenland (1833) beschloss Ludwig I., die Ausmalung der Hofgartenarkaden mit einem Zyklus griechischer Landschaften von Schauplätzen der klassischen griechischen Geschichte fortzusetzen. Der Zyklus diente einer politischen Apologetik: Bei den Zeitgenossen, insbesondere der politischen Klasse Bayerns, sollte er Verständnis wecken für Ludwigs Schwärmerei für Griechenland, die Wiege der klassischen Bildung. Insbesondere im Lichte der kurz zuvor (1827) erfolgten Befreiung Griechenlands von der vierhundertjährigen osmanischen Herrschaft sollte der Zyklus um Sympathie für das bayerische Engagement beim Aufbau des neuen griechischen Staates werben, das hohe finanzielle Belastungen mit sich brachte.
Die Fresken befinden sich heute im Allerheiligengang der Residenz.

## Griechenlandzyklus

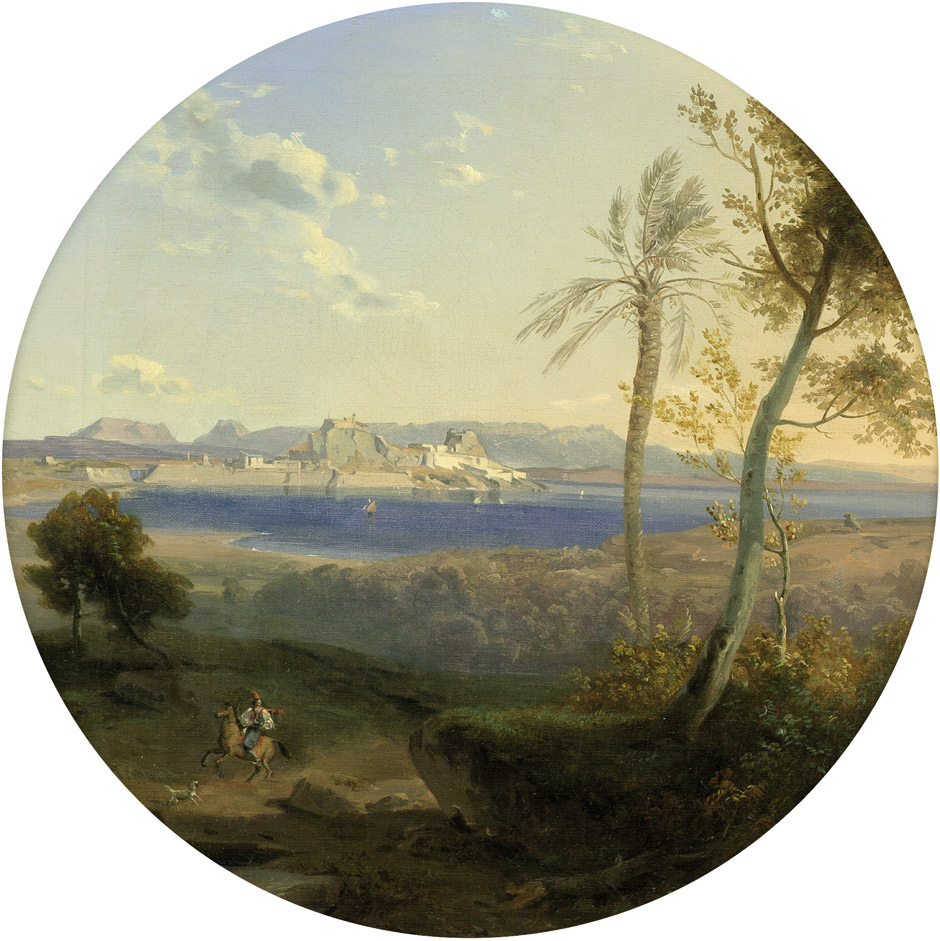
Korfu, 1837

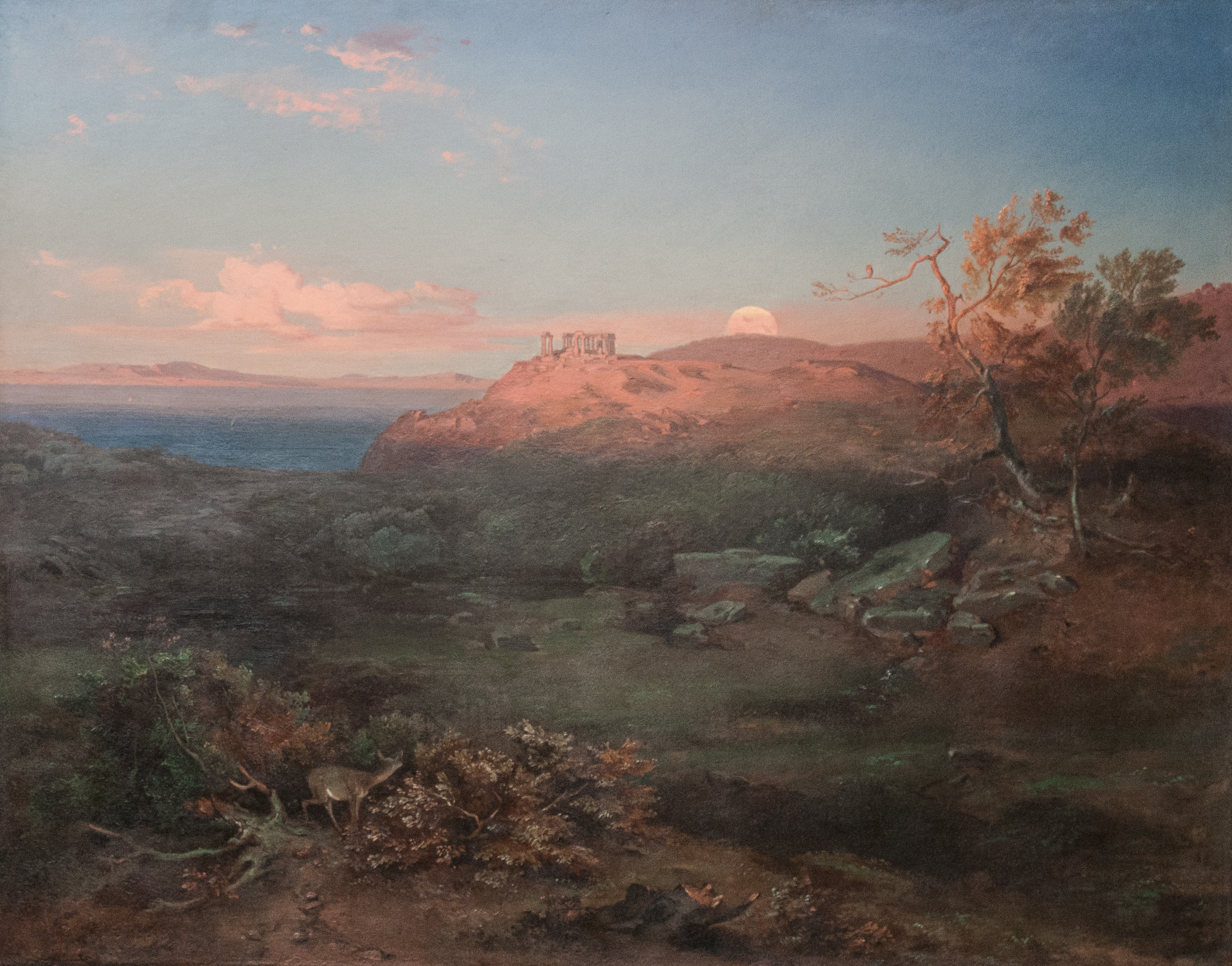
Ägina, 1841

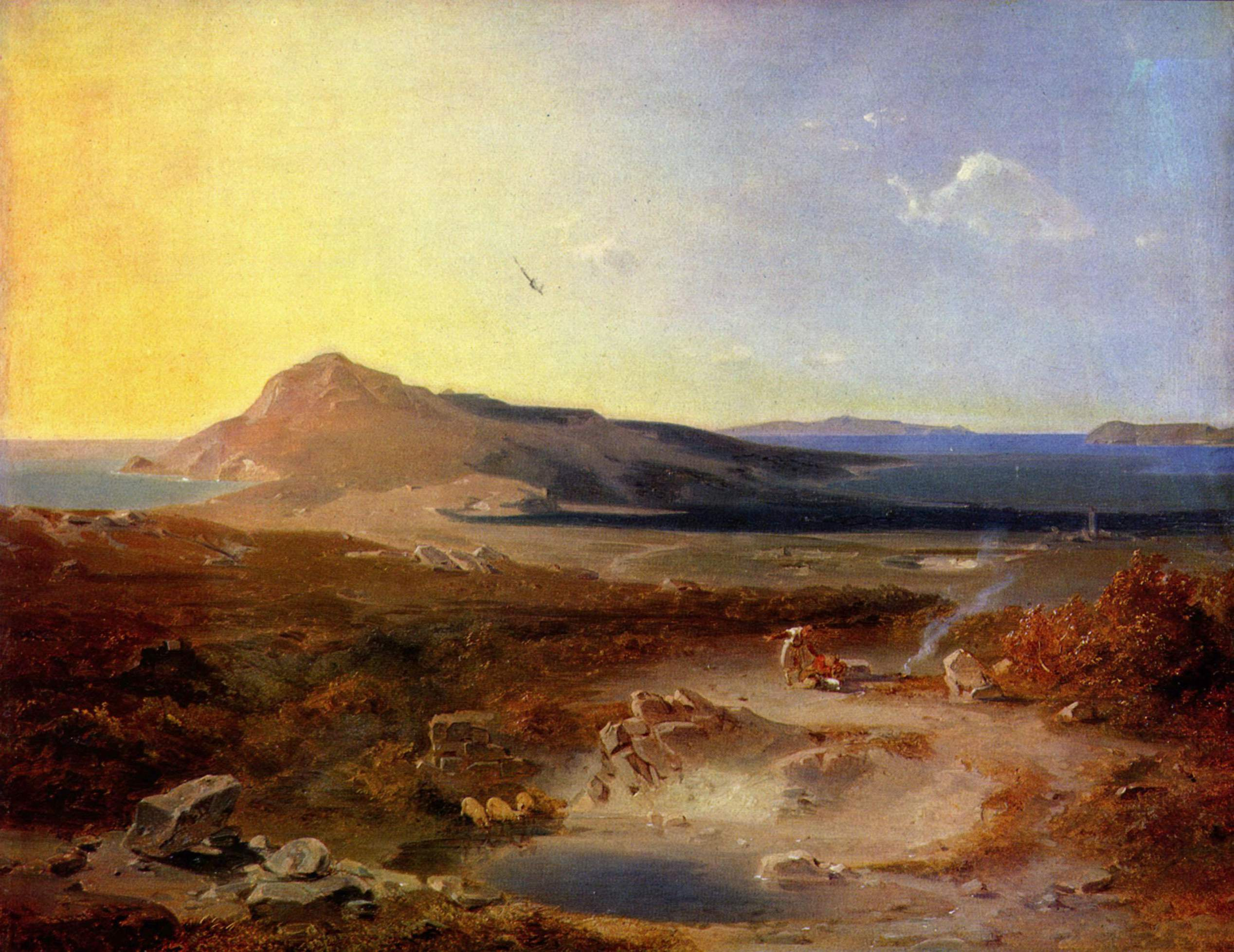
Die Insel Delos, 1847

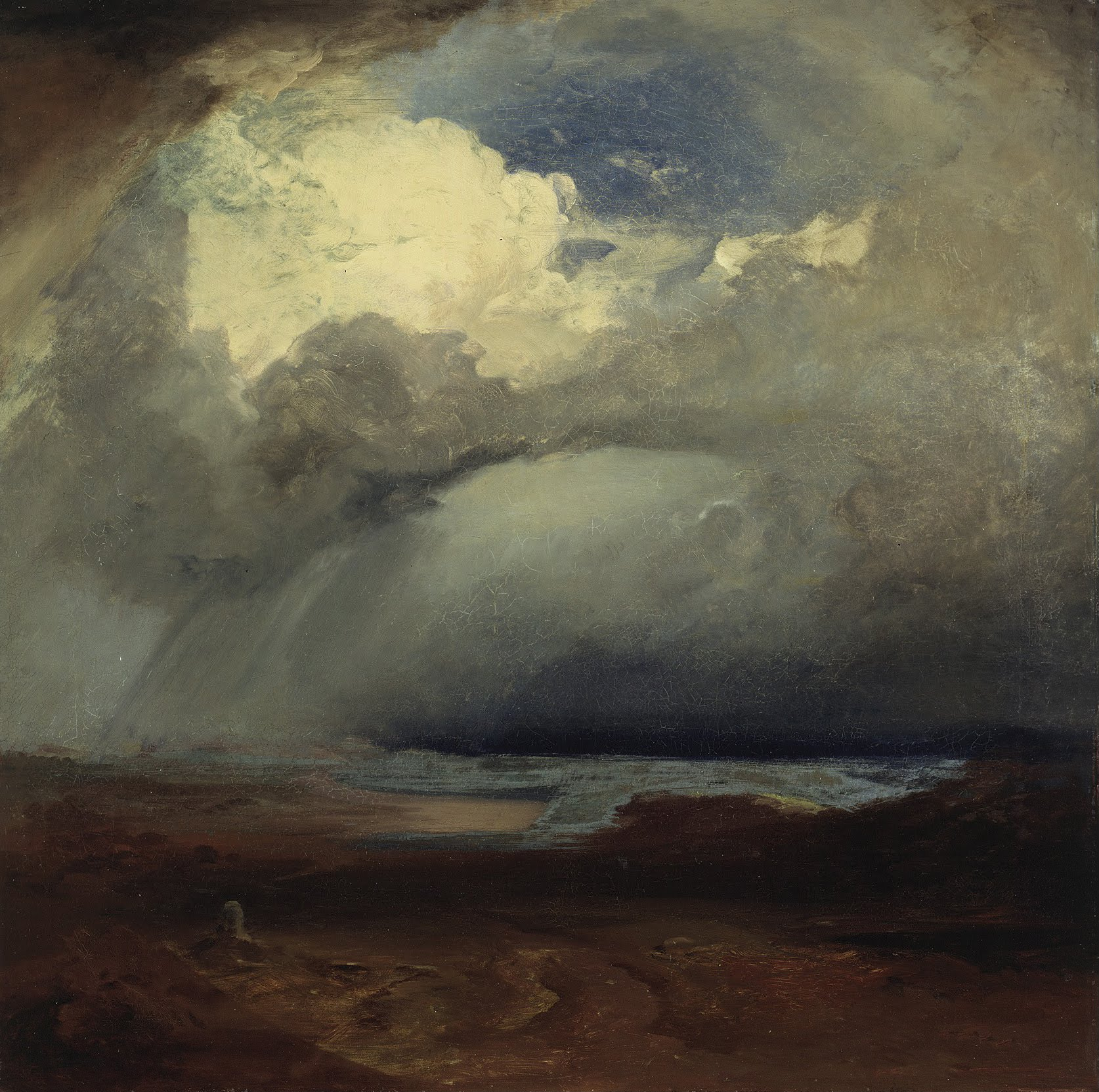
Schlachtfeld bei Marathon, 1849

### Griechenlandreise
Zur Vorbereitung des Zyklus unternahm Rottmann 1834–1835 eine zwölfmonatige Studienreise durch Griechenland, wo er in Zeichnungen und Aquarellen Material für seine späteren Landschaftsbilder sammelte. Über die Bedingungen der Reise beklagte er sich wiederholt in Briefen. Die Hauptstationen der Reise waren Nauplia, Korinth und Athen. Von Nauplia aus besuchte Rottmann Tiryns, Mykene und Nemea. Von Athen aus reiste er auf den Peloponnes (Sparta), nach Böotien (Theben), nach Chalkis auf Euböa sowie auf die Inseln Delos und Naxos. Einige der vorgesehenen Stationen seiner Reise besuchte er nicht und griff bei deren Darstellung auf Ansichten des Griechenlandreisenden Otto Magnus von Stackelberg zurück. Begleitet wurde Rottmann vom Architekten und Landschaftszeichner Ludwig Lange.
Das Land, das Rottmann vorfand, war durch die Fremdherrschaft heruntergekommen und von den Auseinandersetzungen des sechseinhalbjährigen Befreiungskampfes gezeichnet. Die Ruinen antiker Architektur sowie die kriegsbedingten Zerstörungen standen in einem krassen Gegensatz zu einer idealisierten Antike, die Ludwig I. und andere Zeitgenossen pflegten. Rottmann zeichnete ein Arkadien voll idyllischer Landschaften im Sinne der Romantik. Reinhold Baumstark beschreibt die Darstellung in Rottmanns Landschaftsbildern 1999 wie folgt:

„… nichts geringeres als eine Bildungsreise der Augen, eine Kontemplation geschichtlicher Größe vor den Schauplätzen einer grandios kargen, vom Meer und Himmel umspielten Natur. … ein romantisches, melancholisch stimmendes Denkmal, das er auf das alte Griechenland errichtet, indem er das neue Hellas als eine den urwüchsigen Kräften der Natur ausgesetzte, verlassene Bühne der Weltgeschichte schildert.“

### Werkprozess
Nach München zurückgekehrt (1835), entwickelte Rottmann aus den vor Ort angefertigten Naturstudien Kompositionsskizzen und Aquarellentwürfe für 23 Wandgemälde. Letztere entstanden in den Jahren 1838–50. Den größten Teil der Landschaften führte Rottmann in einer mit Harzen und Wachs modifizierten Ölmalerei aus. Diese wurde nicht, wie seinerzeit üblich, auf die verputzte Wand aufgetragen, sondern auf transportable, jeweils ca. 400 Kilogramm schwere Mörtelplatten.
Vom ersten Bild Sikyon mit Korinth (um 1836) gibt es eine frühere Fassung, die Ludwig I. aus der Sammlung von Leo von Klenze erwarb. Bei der Ausführung der Landschaften beschäftigte Rottmann im Jahr 1836 den Maler Eduard Wilhelm Pose als Assistenten.
Für seine Naturstudien hatte Rottmann häufig weite Aussichten über die Landschaft gewählt, in denen der melancholisch verklärte Blick auf markante Formen fiel. Rottmann arbeitete die charakteristischen Landschaftsmerkmale heraus, überhöhte sie und gab ihnen ein monumentales Erscheinungsbild. Berge und Höhenzüge erschienen in den Gemälden mächtiger als in der Wirklichkeit. Meteorologische Phänomene, wie Regenbogen und Gewitterstimmungen, erhöhten die Vielfalt der Motive und steigerten die Bildaussage. Die Darstellung folgt einer Vorstellung vom ewigen Kreislauf der Natur, wie sie Friedrich Wilhelm Joseph von Schelling in seinem Werkfragment Die Weltalter 1811/14 beschrieb.
Rottmann inszenierte die Landschaften als eigenständige Zeugen großer geschichtlicher Ereignisse. Auf gängige Mittel der Historisierung, wie Personifizierung und Allegorisierung, verzichtete Rottmann. Dadurch gelang es ihm, der Gattung der Landschaftsmalerei in Deutschland ein ähnlich hohes Ansehen zu verleihen wie es bisher die Gattung der Historienmalerei genoss.

### Präsentation
Als Rottmann 1850 wenige Wochen nach der Vollendung des letzten Bildes des Griechenlandzyklus starb, war er der am meisten bewunderte deutsche Landschaftsmaler. Als sichtbares Zeichen seiner Wertschätzung erhielt er in der 1853 eröffneten Neuen Pinakothek als einziger Künstler einen eigenen Raum. Der nach Rottmann benannte Saal befand sich an der Westseite des Gebäudes und war mit 26,5 Metern Breite und 14,5 Metern Tiefe der größte des Museums. Er war ausschließlich Rottmanns Griechenlandzyklus, dem Hauptwerk der Pinakothek, gewidmet.

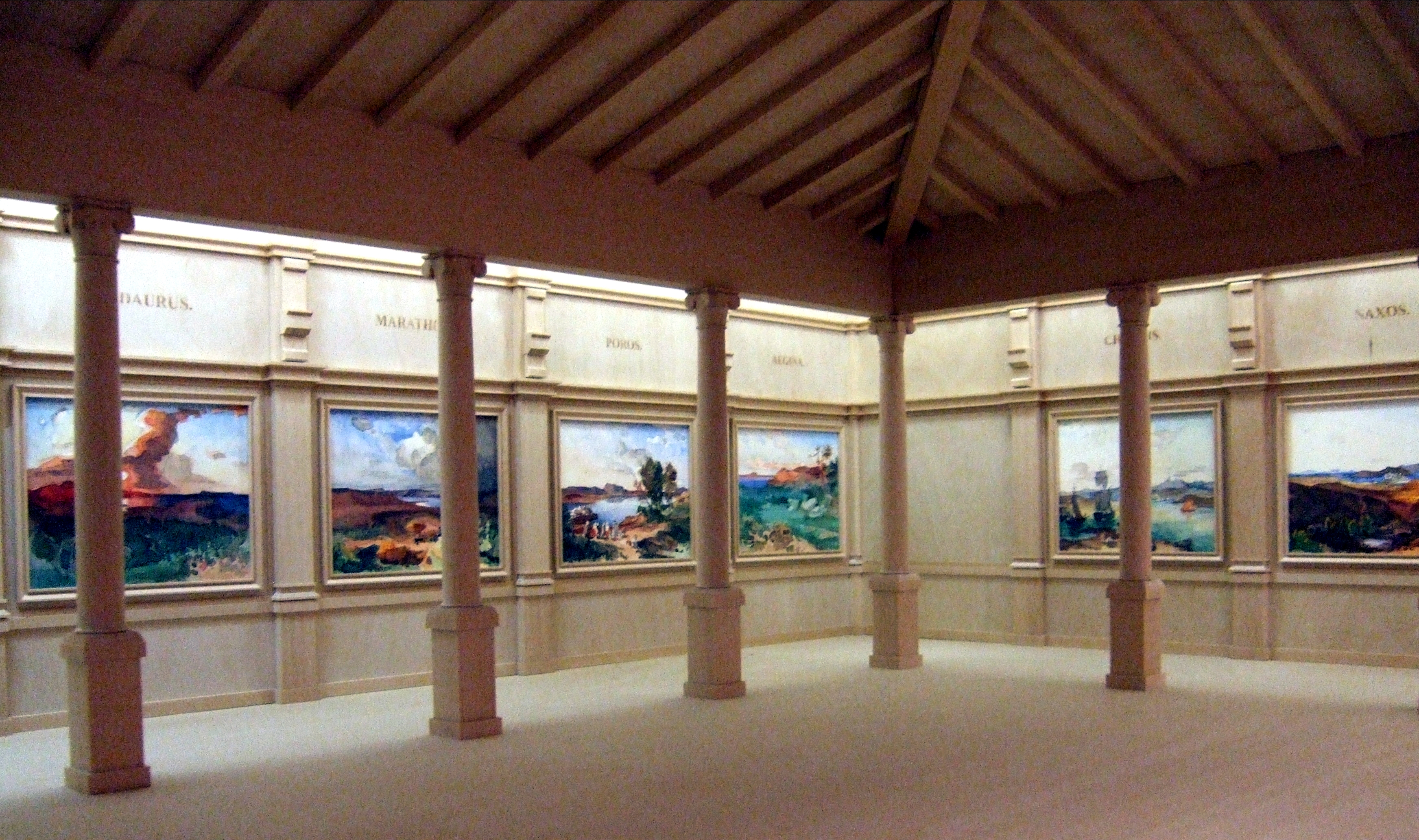
Rottmann-Saal in der Neuen Pinakothek, München (Modell)

Der Rottmann-Saal bildete den Abschluss und zugleich Höhepunkt des Rundgangs durch die Neue Pinakothek. Die Bildtafeln waren in die Wände eingelassen und mit vergoldeten Leisten gerahmt. Zur Verstärkung der dramatischen Landschaftsinszenierung Rottmanns hatte man im Rottmann-Saal ein einzigartiges Beleuchtungskonzept realisiert: Durch einen säulengestützten Einbau wurde das Oberlicht so abgeschirmt, dass es nur auf die Bilder an den Wänden fiel. Dies verstärkte die Leuchtkraft der Farben und bot dem Betrachter in der Mitte des Raumes die Illusion eines Ausblicks auf die Landschaften.
Einundneunzig Jahre später, am 25. April 1944, wurden im Zweiten Weltkrieg die oberen Ausstellungssäle der Neuen Pinakothek, darunter auch der Rottmann-Saal, bei einem Luftangriff durch Brandbomben zerstört. Rottmanns Gemäldeplatten hatte man wegen ihres hohen Gewichts nicht, wie andere Gemälde, außerhalb der Stadt in Sicherheit gebracht, sondern im Keller der Neuen Pinakothek eingelagert. Dabei erlitten etliche Gemälde große Schäden, unter anderem durch eine geplatzte Wasserleitung.
Anlässlich ihrer 150-Jahr-Feier im Jahr 2003 wurde in der Neuen Pinakothek (Neubau 1981) ein neuer Rottmann-Saal eingerichtet. In diesem werden seither 21 der ursprünglich 23 Gemälde des Griechenlandzyklus (davon 14 restaurierte) in zeitgemäßer Form präsentiert.

## Ehrung
In München, nahe dem Stiglmaierplatz, heute angrenzend an den Rudi-Hierl-Platz, gibt es in Gedenken an Rottmann seit dem 5. September 1872 die Rottmannstraße.

## Werke
- Wertheim am Main (Hamburg, Kunsthalle), 1822, Öl auf Leinwand, 32 × 48 cm
- Inntal bei Neubeuern (Nürnberg, Germanisches Nationalmuseum), 1823, Öl auf Leinwand, 32 × 46 cm
- Die Zugspitze, 1825
- 28 italienische Landschaften (München, Hofgartenarkaden; heute: Residenzmuseum), 1830–33, Freskotechnik.
- Olympia (Wien, Österreichische Galerie), 1836, Öl auf Karton
- 23 griechische Landschaften (München, Neue Pinakothek), 1838–50, die ersten in der antiken Maltechnik der Enkaustik, ab 1841 in einer eigenen Mischung aus trocknenden Ölen, Dammar (einem Naturharz) und Bienenwachs.
- Die Insel Delos (Karlsruhe, Kunsthalle), 1847, Öl auf Pappe, 35,5 × 45,5 cm
- Schlachtfeld von Marathon, (Alte Nationalgalerie, Berlin), 1849, Öl auf Leinwand, 91 × 90,5 cm
- Landschaftsgemälde mit Motiven vor allem im Berchtesgadener Land sowie im Inntal bei Brannenburg. Bekannt sind die Gemälde vom Watzmann, Hohen Göll und vom Hintersee bei Ramsau.